# Жоламан (станция, Жетысуская область)
Жоламан (каз. Жоламан) — станция (населенный пункт) в Кербулакском районе Жетысуской области Казахстана. Входит в состав Жоламанского сельского округа. Код КАТО — 194639500.

## Население
В 1999 году население станции составляло 224 человека (108 мужчин и 116 женщин). По данным переписи 2009 года, в населённом пункте проживало 214 человек (112 мужчин и 102 женщины).